# مسرح الميدان (حيفا)

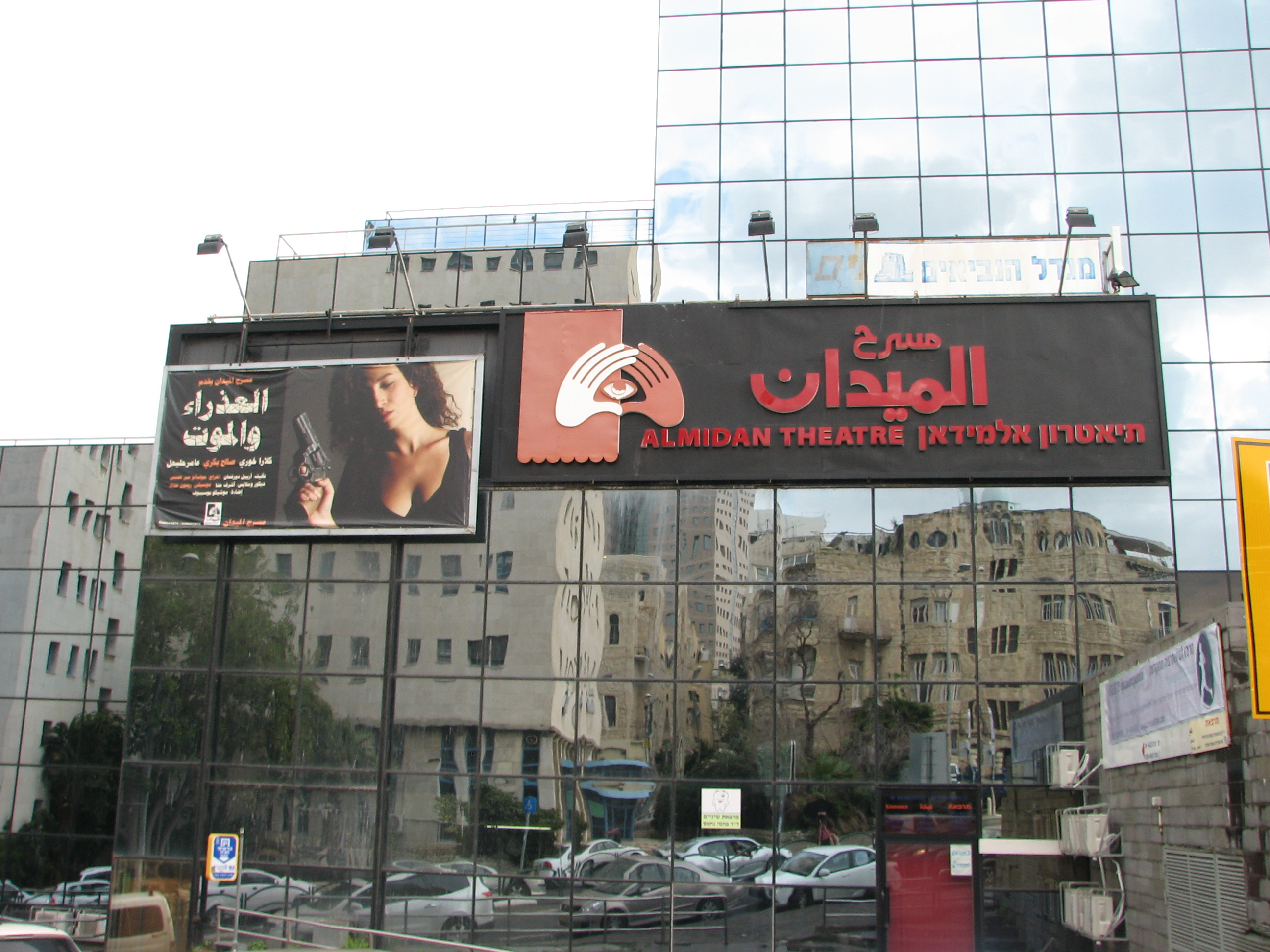
مسرح الميدان في حيفا.

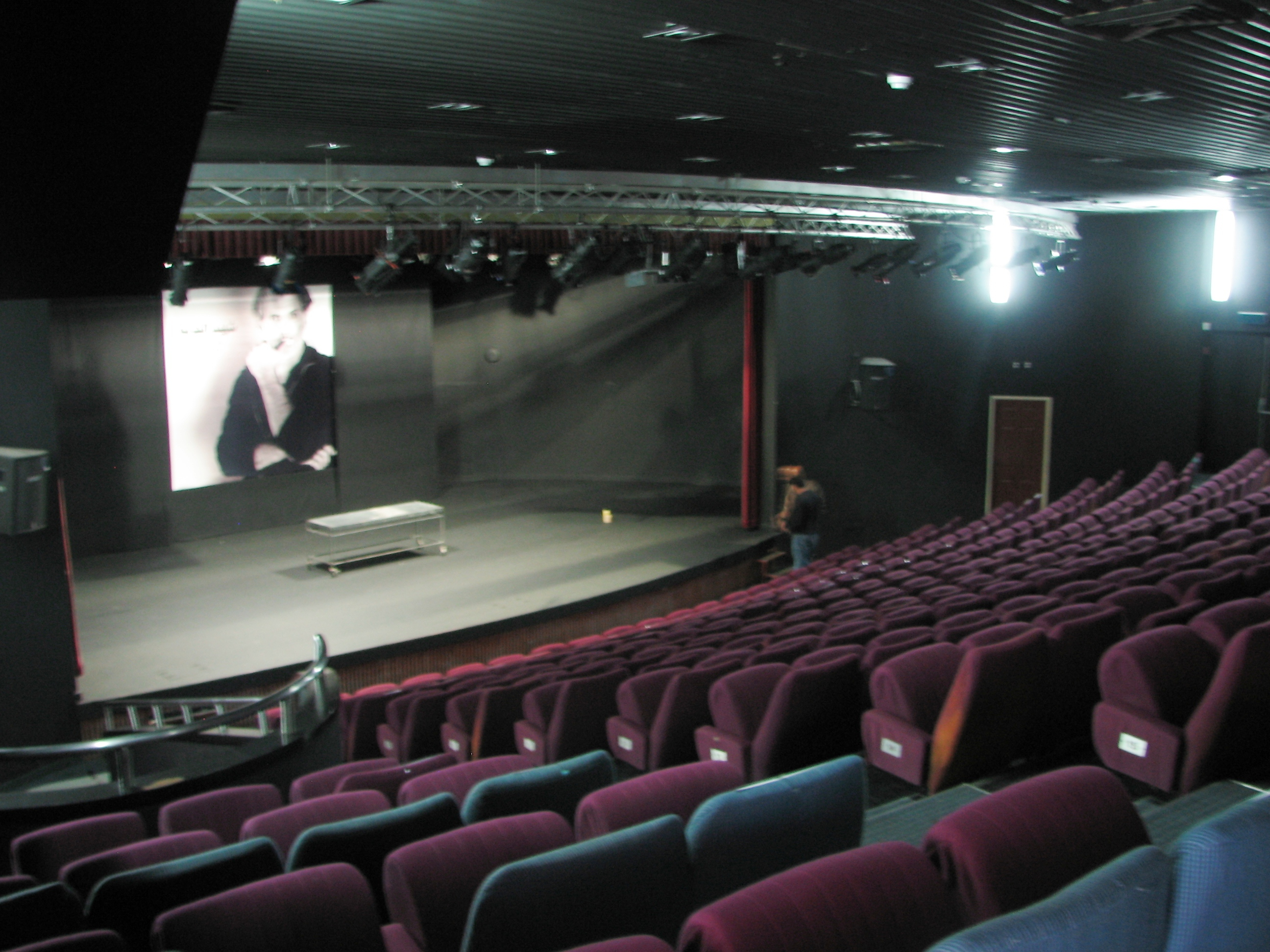
أحد صالات العرض الرئيسية.

مسرح الميدان (بالعبرية: תיאטרון אל-מידאן) هو مسرح فلسطيني، يقع وسط وادي النسناس في مدينة حيفا. تأسس عام 1995 بمبادرة مجموعة من الممثلين والمخرجين والمهتمين بتطوير المشهد الثقافي والفني الفلسطيني داخل إسرائيل. تنطلق أهداف هذا المسرح من الخصوصية التاريخية للفن المسرحي، التي تحدد مكانته ومكانه في المشهد الثقافي العام.

## لمحة تاريخية
تأسس مسرح الميدان بحيفا على يد مجموعة من فناني المسرح الفلسطينيين مثل يوسف أبو وردة وفؤاد عوض وغيرهم. ويتألف المسرح من قاعتين، تبلغ سعة إحداهما 292 مقعدًا، على حين تبلغ سعة القاعة الأخرى 112 مقعدًا، وقد أطلق على هذه القاعة اسم المخرج المسرحي الفلسطيني مازن غطاس بعدما توفي في عام 2005.
كانت الميزانية الأولية التي حصل عليها المسرح من وزارة الثقافة الإسرائيلية وبلدية حيفا عند افتتاحه تُقدر بأربعة ملايين شيكل، ثُم أخذت قيمة الميزانية المخصصة للمسرح من وزارة الثقافة الإسرائيلية تتضاءل بمرور الوقت حتى قاربت المليون شيكل، وكانت الوزارة تمتنع عن تقديمها في بعض الفترات إلى أن توقفت نهائيًّا. ففي البداية أعلن المسؤولون عن المسرح في مارس (آذار) 2011 أن مسرح الميدان في حيفا بات مهددًا بالإغلاق بسبب العجز التراكمي في الميزانية المخصصة وعدم الحصول على الميزانية التي وعد بها مدير وزارة الثقافة الإسرائيلي السابق يوآف روزين، وعدم توافر التمويل اللازم لاستمراره. وفي 24 مارس (آذار) عام 2017، أعلنت إدارة المسرح إغلاق قاعة المسرح ومكاتبه وتعليق جميع أنشطته بسبب تأخر وزارة الثقافة الإسرائيلية في توفير الميزانية المخصصة للمسرح لعام 2016 في أعقاب الأزمة التي سببها العرض المسرحي «الزمن الموازي».

### الإغلاق
يُقدم مسرح الميدان في حيفا منذ بداية تأسيسه عروضًا مسرحية باللغة العربية فقط، وفي عام 2014، بدأ المسرح في عرض مسرحية حملت اسم «الزمن الموازي»، وهي مسرحية مستوحاة من حياة الأسير الفلسطيني في سجون الاحتلال وليد دقة، والذي أدين بالانتماء للمجموعة التي اختطفت وقتلت الجندي الإسرائيلي موشيه تمام في عام 1984، وحُكم عليه بالإعدام، ثُمّ خُفف الحكم بعد ذلك إلى السجن المؤبد. حظي العرض المسرحي الزمن الموازي بجمهور عريض، فمنذ بدأ العرض شاهد المسرحية ما يقرب من 900 طالب في الصفين الإعدادي والثاني عشر، مما دفع وزير التعليم الإسرائيلي نفتالي بينيت لعقد اجتماع مع لجنة العربة الثقافية الوطنية لفحص إلغاء العروض المسرحية الأخرى. وفي 8 يونيو (حزيران) 2015، قررت لجنة الثقافة بالإجماع عدم إزالة العرض من سلة الثقافة الوطنية، إلا أن الوزير استخدم سلطته ليأمر بإزالته وحُذف العرض من عربة الثقافة. أثارت المسرحية أزمة في إسرائيل بعدما ادعت عائلة الجندي الإسرائيلي القتيل موشيه تمام أن الأسير الفلسطيني وليد دقة كان أحد المُشاركين في قتله، مما دفع عدد من المستوطنين الإسرائيليين للتظاهر أمام المسرح احتجاجًا على عرض المسرحية بدعوى أنها تُحرض ضدهم وضد دولة إسرائيل، ومُطالبة بلدية حيفا ووزارة الثقافة الإسرائيلية بوقف تقديم الميزانية المخصصة للمسرح. استجابت بلدية حيفا ووزارة الثقافة الإسرائيلية لتلك المطالبات في النهاية وقررت تجميد تمويل المسرح وتشكيل لجنة لدراسة المزيد من الإجراءات الإضافية. وفي عام 2019 أُغلق مسرح الميدان في حيفا بصورة نهائية.

## وصلات خارجية
- صفحة المسرح على موقع فيسبوك
- مقطع من مسرحية «ذياب» - مسرح الميدان
- مقابلة مع رائد مصاروة مدير مسرح الميدان.